# توراس جوغولا
توراس جوغولا (بالليتوانية: Tauras Jogėla)‏ مواليد 2 مايو 1993 في توراج، ليتوانيا، هو لاعب كرة سلة ليتواني. بدأ مسيرته الاحترافية في سنة 2012. يحمل الرقم 9. يبلغ طوله 6 قدم 8 بوصة (2.0 م). لعب مع نادي ليتكابليس لكرة السلة وزالغيريس لكرة السلة.

## روابط خارجية
- توراس جوغولا على موقع الاتحاد الدولي لكرة السلة (الإنجليزية)
- توراس جوغولا على موقع كرة السلة الأوروبية.كوم (الإنجليزية)
- توراس جوغولا على موقع ريلجم (الإنجليزية)
- توراس جوغولا على موقع بروبوليرز (الإنجليزية)
- توراس جوغولا على موقع سبورتس رفرنس (الإنجليزية)